# Hotchkiss H35
A Hotchkiss H35 vagy Char léger modèle 1935 H (magyarul 1935-ös könnyűharckocsi modell Hotchkiss) francia könnyű harckocsi volt, melyet még a második világháború előtt fejlesztettek ki. A jármű fejlesztését 1933-ban kezdték, a tervezők célja egy viszonylag lassú, de jól páncélozott a gyalogságot támogató harckocsi létrehozása volt. A típus hadrendbe állítását azonban a francia gyalogság visszautasította, mivel nehéz volt irányítani terepen, így végül a francia lovasság rendszeresítette 1936-ban.
1938-tól egy továbbfejlesztett változat került sorozatgyártásra erősebb motorral, a Char léger modèle 1935 H modifié 39, melyet 1940-től egy hosszabb, sokkal erősebb 37 milliméteres löveggel szereltek fel. A cél az volt, hogy a fejlesztett változat legyen a szabványos könnyű harckocsi, melyből legalább négyezer darabot gyártanak, hogy új páncélos hadosztályokat szereljenek fel velük mind a lovasság, mind a gyalogság számára, de az 1940 júniusi bukásig a két típusból összesen mintegy 1200 darabot készítettek el. A háború további részében Németország és szövetségesei használták a zsákmányolt Hotchkiss harckocsikat többféle módosított változatban.

## Fejlesztés
1926-ban úgy döntöttek, hogy a gyalogos hadosztályok számára páncélos támogatást biztosítanak független harckocsizó zászlóaljak létrehozásával, amelyeket könnyű és olcsó gyalogsági harckocsival, a char d'accompagnement-el szerelnek fel. Erre a feladatkörre először a Char D1 harckocsit fejlesztették ki, amely, mint kiderült, nem volt sem könnyű, sem olcsó. 1933-ban a Hotchkiss társaság a saját kezdeményezésére bemutatta egy könnyebb harckocsi gyártási tervét, amely az új technológia alkalmazásával készülne, vagyis öntött acélból készített alkotóelemekből egy egész páncéltestet gyártanának. 1933. június 30-án a Conseil Consultatif de l'Armement jóváhagyta a javaslatot. 1933. augusztus 2-án a részletek is ismertté váltak: a jármű súlya 6 tonna, páncélvédettsége 30 mm a teljes járművön. Három prototípust rendeltek a Hotchkisstől, de az egész francia ipart felkérték, hogy tegyenek alternatív javaslatokat. Ez lehetővé tette a Renault társaságnak, hogy lekörözze a Hotchkisst az első prototípus leszállításával, amelyet később a Renault R35 fejlesztésébe integráltak. 1935. január 18-án az első Hotchkiss prototípust bemutatták a Commission d'Expérience du Matériel Automobile-nak (CEMA) Vincennes-nél, habár a páncélzat még nem acélból készült; így lényegében egy gépfegyverrel felszerelt kisméretű harckocsi volt, torony nélkül. 1935 márciusáig végezték a teszteket, mikor megérkezett a második prototípus, melyet május 6-ig teszteltek.
Mindkét prototípust visszautasították, mivel 1934. június 21-én változtattak a jármű részletein, a páncélvastagságot 40 mm-re növelték. 1935. június 27-én a bizottság jóváhagyta a típust azzal a meghagyással, hogy a szükséges változtatásokat végrehajtják. Augusztus 19-én a harmadik prototípust is leszállították, melyet egy öntvény APX toronnyal szereltek fel, páncéltestét pedig újratervezték; szeptember 20-ig elvégezték a teszteket és jóváhagyták a prototípust. 1935. november 6-án megérkezett az első rendelés 200 járműre. Ezeket 1936 júliusa és 1937 júliusa között kellett volna legyártani, az első sorozatban gyártott járművet 1936. szeptember 12-én szállították le. Szeptember 7-én újabb megrendelést adtak le 92 darab járműre, melyekkel 1937 novemberére kellett elkészülniük. A harmadik megrendelés 1937. január 23-án érkezett, 108 darab járművet igényeltek 1938 szeptemberi határidővel. Ezen járművek sorszámai 40000 és 40400 között helyezkedtek el. 1937. január 1-jén 132 legyártott páncéltest állt készen, de ezek közül egy sem rendelkezett még toronnyal.

## Elutasította a gyalogság, de elfogadta a lovasság
1936. december 4-ig az első sorozatgyártott járműveket ismét alaposan és intenzíven tesztelték. Ekkor mutatkozott meg, hogy terepen a kezelhetősége elfogadhatatlan. Egyszerűen lehetetlen volt biztonságosan irányítani egyenetlen felületen, így rendkívüli veszélyt jelentett a saját gyalogságra nézve. Emiatt a gyalogság először úgy határozott, visszavon minden további beszerzést a típusból. Végül 1937-ben úgy határoztak, hogy rendszeresítik az utolsó száz harckocsit, amikkel két zászlóaljat szerelnek majd fel: a 13e és a 38e Bataillon de Chars de Combat zászlóaljakat. A gyártást politikai okok miatt mégis folytatták. A további 300 járművet már a lovasságnak ajánlották fel, mely fegyvernemnek el kellett fogadnia, hiszen nem kapott költségvetési hozzájárulást egyéb harckocsikra. Mivel a lovassági egységek többnyire az úthálózatokat használták, gyalogságuk pedig gépkocsikon közlekedett, ezért a terepprobléma látszólag nem okozott jelentős gondot. Ezen felül az is pozitívan hatott, hogy a H35 28 km/h sebességével valamivel gyorsabb volt, mint a Renault R35, amely maximum 20 km/h sebességre volt képes. A gyakorlatban az átlagos sebessége mégis kisebb volt, mint az R35 harckocsié, ennek oka a rosszabb sebességváltója volt.

## Leírás

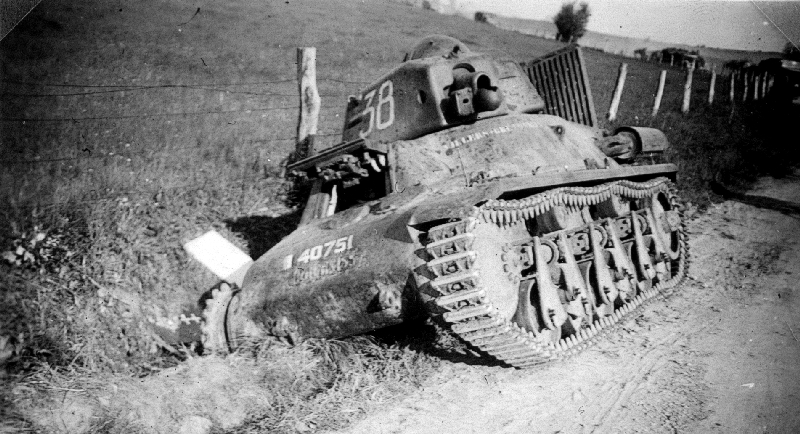
Egy sérülten hátrahagyott Hotchkiss H39, 1940.

### Páncéltest
A Hotchkiss H35 egy viszonylagosan kicsi harcjármű volt, 4,22 méter hosszú, 1,95 méter széles és 2,15 méter magas, súlya 11370 kg volt. A páncéltest hat öntvény páncélrészből tevődött össze, melyeket összecsavaroztak: a motortér, a küzdőtér, a páncéltest eleje és hátulja, illetve két hosszanti rész, jobb és bal alkotta a teknőt. Az öntvényezés lehetővé tette a megdöntött páncélzatnak, hogy optimális esetben a páncéltestet ért lövés ne telibe érje. Ennek ellenére a gyalogság igényeihez nem jól illeszkedett. A maximális páncélvastagság nem az ismertetőben megadott 40 mm, hanem 34 mm volt. Ezen felül ismétlődő minőségi problémák is voltak, mivel sok alvállalkozót alkalmaztak: először is a páncélzatot túl puhára gyártották; mikor megnövelték a keménységét túlságosan rideg lett és sok buborék keletkezett a páncélzatban, melyek gyenge pontnak számítottak.

### Sebességváltó
Kezelőszemélyzete két főből állt. A vezető a harckocsitest elejében, jobb oldalon ült, nagyméretű öntvény búvónyílás mögött. Mögötte a padlón kerek menekülőnyílást alakítottak ki. A jármű vezetése igen kemény munka volt. A Hotchkiss nem rendelkezett a Cleveland differenciálművel („Cletrac”), mellyel vetélytársa, a Renault fel volt szerelve, és kiszámíthatatlanul reagált az irányváltásokra. A fékek ezen nem sokat segítettek: túl gyengék voltak, főleg lejtőről lefelé haladás közben. A sebességváltóval is sok gond volt: nehéz volt berakni a legmagasabb, ötödik sebességbe, így az elméleti csúcssebességet, a 27,8 km/h-t ritkán érték el vele. A sebességváltó egy hátra sebességgel is rendelkezett. A harckocsi nehézkes kezelése a vezetőt jelentős fizikai igénybevételnek tette ki. Mechanikailag is megbízhatatlan volt.

### Futómű
A felfüggesztés három forgózsámolyt tartalmazott oldalanként. Forgózsámolyonként két gumiabroncsos kerék került a jármű alá. Az első tíz sorozatgyártott jármű, melyeket különálló előszériának is lehet tekinteni, ívelt forgózsámoly oldalakkal készült; a későbbi járműveken ez egyenes volt. A zsámolyok látszólag hasonlítottak az R35 típusúra, de horizontális spirál rugókat használtak hozzá a gumihengerek helyett. A láncmeghajtókerék elöl, a visszafordító-láncfeszítő kerék (amely rugózásával automatikusan feszítette a láncot) hátul kapott helyet. A futóműhöz tartozott még két darab visszafutó-lánctámasztó görgő is.

### Hajtómű
A motortér a páncéltest hátsó szekcióját alkotta, a küzdőtértől egy tűzfallal választották el. A harckocsit egy 78 lóerős hathengeres 3485 cm³-es motor hajtotta, melyet a motortér bal oldalába építettek. Jobb oldalon egy 160 literes üzemanyagtartályt helyeztek el, melyet kiegészítettek egy húsz literes tartalék tartállyal, ezzel tereptől függően 129 kilométeres vagy nyolc órás hatótávolságot biztosítva a járműnek. A motor hűtését egy centrifugális pumpával végezték. Emellett egy hűtőventilátor is beépítésre került, amely egyaránt hűtötte a hűtőrácsot és az üzemanyagtartályokat is. Árokáthidaló képessége 1,8 méter, gázlóképessége 85 centiméter volt. Kemény talajon 75%-os, puha talajon 55%-os emelkedőt küzdhetett le a harckocsi. Maximális dőlés 50%. A jármű hasmagassága 35 centiméter volt.

### Torony és fegyverzet
A járművön használt APX-R torony ugyanazon szabvány volt, melyet az R35 és R40 harckocsikon alkalmaztak, 40 milliméteres öntvényacélból készült és magában foglalta a 37 milliméteres SA 18 harckocsiágyút is, melynek maximális páncélátütő képessége mindössze 23 milliméter volt. A torony forgatását kézzel végezték. A parancsnok egy nyergen ült, amely a toronnyal együtt rugózott. A harckocsiban nagyjából 100 darab ágyúgránátot szállíthattak, illetve 2400 darab géppuskalőszert a fő löveggel párhuzamosított 7,5 milliméteres Reibel géppuskához – a 37 milliméteres lőszertartók a páncéltest bal oldalán helyezkedtek el, a 7,5 milliméteres lövedékeké jobb oldalon tizenöt kör alakú tárban, melyekben egyenként 150 töltényt tároltak; egy tárat pedig a géppuskába töltve hordoztak. A toronyba beépítettek egy forgatható kupolát, melybe egy PPL RX 180 P rostélyt szereltek, a kupola tetején viszont nem alakítottak ki búvónyílást. A kupolához tartoztak védett távcsövek is, egy periszkóp és diaszkópok. A járműbe való bejutáshoz a torony hátulján alakították ki a búvónyílást. Nyitott állapotban a parancsnok kiülhetett az ajtóra a jobb kiláthatóság érdekében, de így nagyon sebezhetővé vált, és lassan érte el a fegyverzetet. A lovasság nem szerette sem ezt az elrendezést, sem pedig a gyenge löveget. Az utóbbi problémát megoldották azzal, hogy felfúrták a töltényűrt, így speciális lövedékeket is használhattak, melyek nagyobb töltettel rendelkeztek. Ez a megoldás megnövelte a csőtorkolati sebességet 600 m/s-ra és a maximális páncélátütő képességet 30 mm-re. Mindössze a lovasság néhány harckocsiját alakították át, mivel a megoldás erősen növelte a lövegcső elhasználódását.

### Páncélzat
| Vastagság/Dőlésszög | Első         | Oldal     | Hátsó        | Tető/Alj    |
| ------------------- | ------------ | --------- | ------------ | ----------- |
| Torony              | 40 mm/85–62° | 40 mm/62° | 40 mm/60°    | 25 mm/0°    |
| Felépítmény         | 35 mm/60°    | 35 mm/75° | 35 mm/40–60° | 22 mm/0–12° |
| Test                | 29 mm/56°    | 34 mm/90° | 35 mm/40–60° | 12 mm/0°    |

## A Char léger modèle 1935 H modifié 39

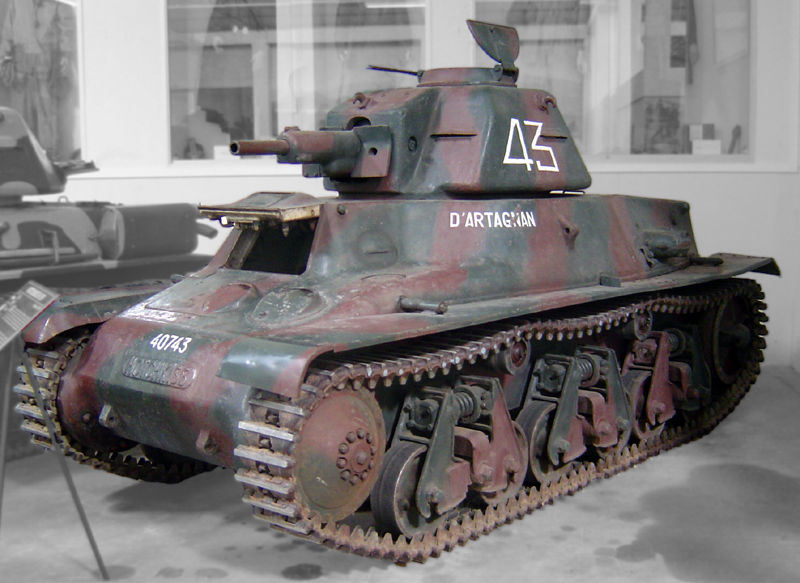
Egy H 39 Saumur-ban; ezt a járművet a németek módosították kupolanyílás hozzáadásával

Mivel a lovasság nagyobb végsebességet szeretett volna, elhatározták, hogy megvalósítják a már elvégzett kísérleteket és 1936 októberében beépítettek egy erősebb motort. Az új prototípus 1937-re készült el, amely a 78 lóerős helyett 120 lóerős motorral készült. A páncéltestet megnövelték, hogy befogadhassa az új motort, a lánctalpat és a felfüggesztést fejlesztették, így a módosítások révén a súly 12,1 tonnára növekedett. Ez a továbbfejlesztett típus gyorsabb lett, csúcssebessége 36,5 km/h-ra nőtt, és sokkal könnyebben vezethető is lett. Emiatt először a Commission d'Expérimentations de l'Infanterie előtt mutatták be 1939. január 31-én, hogy lássák, az eredeti negatív megítélés megváltozhat-e. A bizottság valóban elfogadta a típust, a Char léger modèle 1935 H modifié 39 harckocsit; és február 18-án eldöntötték, hogy az új jármű követni fogja az eredeti típust a 401. járműtől kezdődően, mivel 1937-ben és 1938-ban is rendeltek 200 járművet, a gyártás pedig már folyt, a teljes megrendelést az új jármű miatt 900-ra növelték. Habár a gyári azonosító a Char léger Hotchkiss modèle 38 série D volt, az előd a série B volt. A megjelölés sok zavart keltett; mivel ez még mindig hivatalosan ugyanaz a harckocsi volt, mint a H35, csak egy későbbi változata. Ugyanakkor még abban az időben sokan úgy utaltak rá, mint a 38 H vagy a 39 H.
Az új altípus abban különbözött az eredetitől, hogy egy megemelt és sokkal szögletesebb motortérrel rendelkezett (a későbbi sorozatban gyártott járműveknél a hosszanti elhelyezkedésű szellőzőnyílás helyett keresztben elhelyezett volt); a hatótávolság 120 km-re csökkent; a láncvisszafordító kerekeket lezárták; a lánctalpakat két cm-rel kiszélesítették, így 27 cm szélesek lettek; fém helyett gumi kerék-futófelületet használtak; a kipufogódobot hátra vezették, egy nagyobb, sokkal megbízhatóbb és hatékonyabb ventilátort szereltek fel.
Az 1940-es évek elején egy modernizációs programot javasoltak. Ez magában foglalta az episzkópok és rádiók beépítését, egy hosszabb, L/35 űrmérethosszúságú 37 mm-es SA 38 löveg fokozatos bevezetését, amely sokkal fejlettebb páncéltörő kapacitással rendelkezett (30 mm páncélátütő képesség 1000 méteren belül); nagyjából 350 járművet szereltek fel/gyártottak a jobb löveggel, melyek közül 50 H35-ös volt. A új löveg lett a szabvány a gyártósorokon áprilisban. A változtatásig a rendelkezésre álló új lövegeket 1940 januárjától fokozatosan szerelték fel a szakasz, század és zászlóalj parancsnokok harckocsijaira; nagyjából a Hotchkiss parancsnoki járművek fele lett módosítva. Úgy tervezték, hogy az 1940-es év második felében az összes járművet felszerelik a hosszabb löveggel. A háború után egy bizonyos ideig tévesen azt feltételezték, hogy a H38 a hivatalos megjelölése az új motorral szerelt harckocsinak, de az új löveg nélkül, a H39 pedig annak a típusnak a megnevezése, amelyik rendelkezik mindkét fő fejlesztéssel. Valójában a H38 megegyezett a H39 harckocsival. Az R40 fejlesztésével párhuzamosan csak idő kérdése volt, hogy készítsenek egy H40 harckocsit is, a másik járművön használt, fejlesztett AMX felfüggesztés alkalmazásával; végül ezt a lehetőséget elvetették.

## Használat

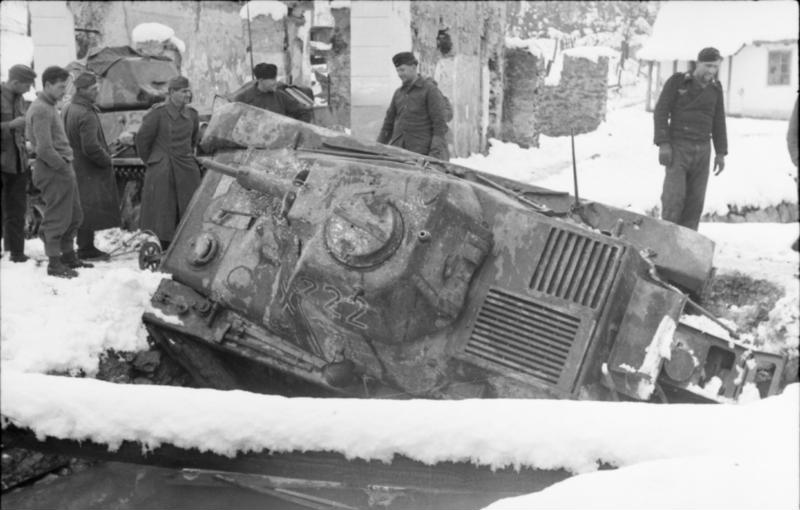
Panzerkampfwagen 38H 735(f), melyet a németek használtak Jugoszláviában, 1942-ben

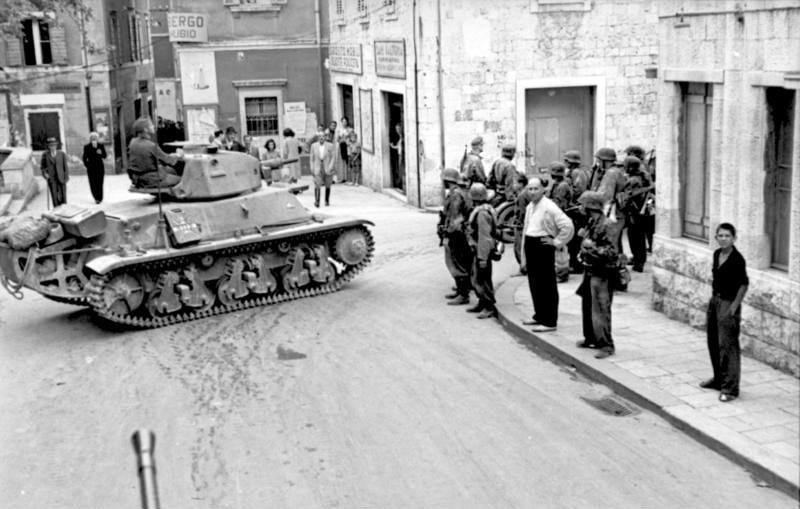
Egy Hotchkiss német rendszerben Split városában, 1943-ban

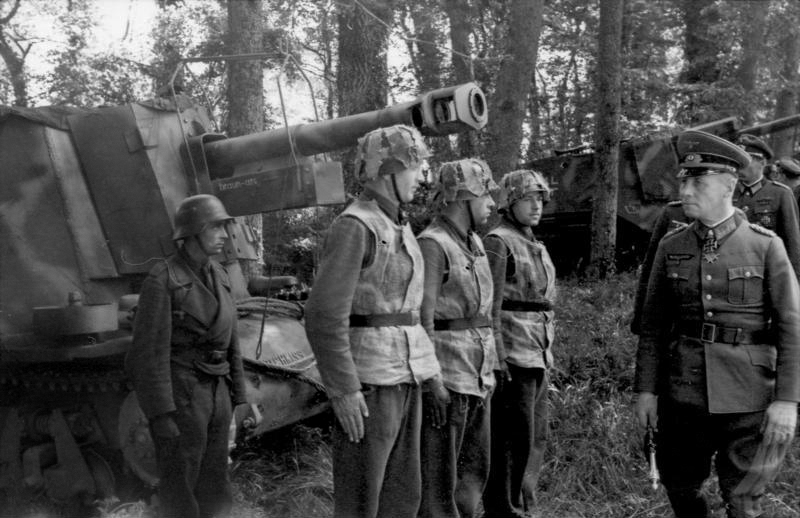
Erwin Rommel néhány 10,5 cm leFH18(Sf) auf Geschützwagen 39H(f) önjáró löveget vizsgál

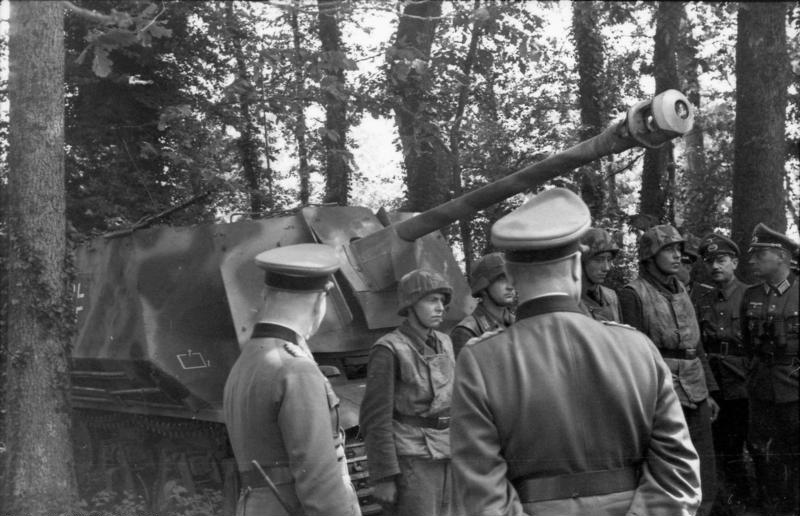
Rommel egy 7,5 cm PaK40(Sf) auf Geschützwagen 39H(f) páncélvadászt vizsgál, melyet a 21. Panzerdivision használt, 1944

A francia lovasságnál, a Hotchkiss harckocsik fő üzemeltetőjénél az AMR 33 és AMR 35 könnyű harckocsikat váltották a típussal, melyek az első két lovassági páncéloshadosztályok gerincét képezték. Mivel az új Somua S35 harckocsi gyártása lassan folyt, az 1939-es év elejéig a négy hadosztályszintű harckocsiezredből három a Hotchkiss harckocsikkal volt felszerelve.
Három Hotchkiss H39 harckocsit exportáltak Lengyelországnak 1939 júliusában, hogy letesztelhesse a lengyel Páncélozott Fegyverek Műszaki Tanulmányi irodája (Biuro Badań Technicznych Broni Pancernych). Az 1939-es lengyelországi hadjárat alatt a Hotchkiss harckocsik a három Renault R35 harckocsival egyesültek egy ad hoc "fél-század" egységgel Józef Jakubowicz hadnagy vezetésével, melyet 1939. szeptember 14-én alapítottak Kiwercében. Az egység csatlakozott a „Dubno” hadműveleti csoporthoz, majd elveszítette összes harckocsiját a németekkel, szovjetekkel és ukrán felkelőkkel folytatott harcai alatt.
Két járművet exportáltak Törökországnak 1940 februárjában.
1940 áprilisában a 342. CACC-ot Norvégiába küldték az ország német inváziója után, majd be kellett épülniük egy expedíciós erőbe, hogy segítsék Finnországot a téli háború alatt. Ez a független század, felszerelve 50 darab H39 harckocsival, melyek mindegyike rövid löveggel rendelkezett, Narviknál harcolt, miután partra szállt május 7-én. A város ideiglenes függetlensége után a 12 megmaradt járművet Nagy-Britanniába vonták vissza június 8-án, ahol csatlakoztak a szabad francia csapatokhoz, megalakítva az 1. Compagnie de Chars de Combat de la France Libre-t. 1940-ben és 1941-ben ez a század harcolt a Vichy-katonák ellen Gabonban, majd Szíriában.
A második világháború kitörésekor már 640 Hotchkiss harckocsit szállítottak le, az átvételi listák szerint. A leltárak már egészen mást mutattak: 300 darab H35 került a lovassághoz, 232 darabot osztottak be 10 lovasszázadba, 44 darab raktáron volt, 8 darab a gyárban nagyjavításon és 16 darab Észak-Afrikában. 100 darab a gyalogságnál volt, melyből 90 darabot osztottak be két harckocsi zászlóaljba, 6 darab alkatrésztartalék és kettő vezetőkiképző jármű volt. A H39 harckocsikból 16 darabot a lovasság használt Észak-Afrikában és 6 darab volt raktáron; 180 darabot osztottak be négy gyalogsági páncélos zászlóaljba és 14 példány volt gyalogsági alkatrésztartalék. Úgy határoztak, hogy minden szövetséges könnyű harckocsi gyártási kapacitást egy egyszerű típus gyártására koncentrálják, a kiválasztott típus pedig a Hotchkiss harckocsi volt, mivel meg volt a szükséges mobilitása, hogy a legtöbb páncélos hadosztályban használhassák, amelyek létszámát az Antant meg akarta növelni az 1941 nyarára tervezett döntő offenzívára. Emiatt a brit és portugál nehéziparnak részt kellett vállalnia az öntvény páncélelemek gyártásában. Abban reménykedtek, hogy 1940 októberére havi szinten elérik a 300 legyártott darabot, 1941 márciusára pedig már a havi 500 darabot. Nagy-Britannia 75 legyártott részegységért havi szinten 9 Char B1 harckocsit kért. Ezzel összehasonlítva az R40 tervezett gyártását: 120 db/hónap, ez jól tükrözte, hogy a gyalogsági támogatás fontossága a háttérbe szorult.
Ezek a tervek szertefoszlottak a franciaországi csata után. 1940 májusában a típussal több alakulatot felszereltek, a lovassági egységek közül két harckocsiezredben (a 47-ből), mind a három Könnyű Gépesített Hadosztályban, szolgált mint AMR a 9. és 25. Gépesített Gyalogos Hadosztályban (16 jármű hadosztályonként), 3. DLM (22 H 35 és 47 H 39) és az öt Könnyű Lovassági Hadosztályban (16 jármű hadosztályonként). A gyalogságnál a fent említett két független zászlóaljban és a 45-ből két zászlóaljban mind a három Divisions Cuirassées-ban, az utóbbi H39 típusokkal rendelkezett. A legtöbb Hotchkiss harckocsit így nagyobb motorizált egységekbe összpontosították a páncélos hadosztályokon belül, hogy kiegészítsék a nehezebb harckocsikat, habár nem jól párosították össze őket: a lassabb H35 harckocsik harcoltak a gyorsabb Somua S35 harckocsik mellett, amíg a gyorsabb H39 harckocsik csatlakoztak a lassú Char B1 harckocsikhoz. A túlnyomó többsége ezeknek a járműveknek még mindig a rövid csövű lövegekkel volt felszerelve. Egyes ad hoc és feloszlatott egységek újraszerveződtek, járműveik között továbbra is megmaradt a H35 az invázió után. Ezek magukban foglalták a 4. DCR (40 jármű) és 7. DLM (47) egységeket. A legtöbb ilyen egységet új, hosszú löveggel készült járművel szerelték fel. Májusban érte el a leszállítás a csúcsot 122 járművel; egy Hotchkiss harckocsiról készült képen látható a 41200 szériaszám, így júniusban legalább 121 járműnek kellett készülnie, összesen tehát legalább 1200 harckocsiról lehet beszélni, nem beleértve a prototípusokat.
Nagyjából 550 járművet zsákmányoltak a németek, majd hadrendbe állították Panzerkampfwagen 35H 734(f) vagy Panzerkampfwagen 38H 735(f) megjelöléssel; a legtöbbet megszálló műveletekre használták, de a független 211. Panzerabteilung-ot bevetették Finnországban a Barbarossa hadművelet folyamán. 1944-ben három darab járművet átalakítottak 7,5 centiméteres ágyúval felszerelt önjáró löveggé.
Az önálló 217., 218. és 219. Panzerkampfwagenzüge (harckocsicsoport) részeként további járműveket küldtek Finnországba, melyeket a 20. hegyi hadsereghez rendeltek 1942 februárjában. Ezek a csoportok felszerelésükben megegyeztek a 211. Panzerabteilung fegyverzetével, egy darab Somua S35 és négy darab Hotchkiss harckocsi tartozott hozzájuk. Később feloszlatták őket, a járműveket szétszerelték, tornyaikat erődítményekbe szerelték, a személyzetet pedig átképezték StuG III G típusokra, melyekből két üteget állítottak fel (741. és 742.).
A német H35/39 harckocsik bevetésre kerültek Jugoszláviában is a 7. SS-Freiwilligen-Gebirgs-Division „Prinz Eugen”, a 12. Panzer-Kompanie z.b.V. és a I./Panzer-Regiment 202. alakulatokkal. Emellett a harckocsikat Franciaországban különféle kiképző és biztonsági alakulatok is használták, illetve bevetésre kerültek Normandiában is a 206. Panzer Abteilung, a 100. Panzer –Ersatz und Ausb. Abt. 100, és a 200. Beute-Sturmgeschütz-Abteilung zászlóaljaknál.
Mint a franciák, a németek sem tudtak tisztán különbséget tenni a H38 és a H39 között. A németek sok járművet felszereltek tetőnyílással rendelkező kupolával.
1942-ben elindítottak egy programot, miszerint elavult francia felszerelést alakítanak át nagyobb, erősebb lövegek használatához. A program Alfred Becker őrnagy irányítása alatt folyt. Becker egy tüzértiszt volt, akinek már voltak korábbi tapasztalatai zsákmányolt belga és brit járművek átalakításából. Néhány járművet átalakítottak lőszerszállítóvá vagy tüzérségi vontatóvá (Artillerieschlepper 38H(f)) vagy rakétavetővé (Panzerkampfwagen 35H(f) mit 28/32 cm Wurfrahmen). 1942-ben 24 járművet átalakítottak Marder I páncélvadásszá, melynek a 7,5 cm PaK40(Sf) auf Geschützwagen 39H(f) megjelölést kapta, illetve 48 darabot önjáró tüzérségi egységgé, amely a 10,5 cm leFH18(Sf) auf Geschützwagen 39H(f) megjelölést kapta, az összes járművet Franciaországban használták. Egy speciális tüzérségi megfigyelő járművet is létrehoztak Panzerbeobachtungswagen 38H(f) megjelöléssel. 1943 júniusában 361 Hotchkiss harckocsi volt még a német hadsereg raktári listáján, mint 3,7 cm lövegű harckocsik; ez a szám 1944 decemberére 60-ra csökkent.
A Magyar Királyi Honvédség megszálló és hadtápútvonalat biztosító alakulatai 1942-ben Ukrajnában a német hadsereg állományából 11 darab (más források szerint 15 darab) H35/H39 típusú torony nélküli harckocsit kaptak. Ezekből szerveződött a 101. önálló harckocsi század, amely az utánpótlási útvonalakat biztosította a partizántámadások ellen. A gerillaháború során 9 darab harckocsit vesztett az alakulat, a század megmaradt állománya a szovjet csapatok 1943-as tavaszi támadása során semmisült meg.
1943-ban a németek, a tiltakozások ellenére 19 darab H39 harckocsit szállítottak kiképzési célokra Bulgáriának, mivel képtelenek voltak 25 darab alapváltozatú Panzerkampfwagen I könnyű harckocsit találni, annak ellenére, hogy a bolgároknak kifejezetten erre a típusra lett volna szükségük. A háború után ezeket a járműveket rendőrségi egységek használták. A németek 1944-ben kis mennyiségben Horvátországnak is szállítottak a típusból.
Észak-Afrikában 27 jármű (13 H35 és 14 H 39) hivatalosan az 1. Régiment de Chasseurs d'Afrique kötelékében szolgált, majd itt maradt a fegyverszünet után; további 5 darabot rejtettek el Marokkóban. 1942 novemberében a Torch hadművelet nyitó része alatt a szövetségesek ellen harcoltak Casablanca közelében, ahol kilőttek négy M3 Stuart könnyű harckocsit. Az ezred ezután csatlakozott a szövetségesekhez 1943 nyarán, majd feltöltötték őket M4 Shermanekkel.
A háború után a Hotchkiss harckocsikat a francia biztonsági erők használták a gyarmatokon, illetve a megszálló erők Németországban. 10 H39 harckocsit titokban eladtak Izraelnek, Marseille-ből Haifába szállították 1948-ban. Legalább egy jármű szolgálatban maradt 1952-ig az izraeli védelmi erőknél.

## Túlélő járművek
8 darab Hotchkiss H35 maradt meg napjainkban, mindegyik a modifié 39 altípus, és a németek által módosítottak. Egy harckocsi található Narvik város főterén, mint az 1940-es narviki csata emlékműve. A második jármű Norvégiában van és a Rena Leir-i Pansarparken gyűjtemény részét képezi. Angliában a Kevin Wheatcroft Collection magángyűjteményben van, melyet a Norvégiában található rogalandi Arquebus krigshistorisk museumtól vásároltak, mint mintapéldányt. Franciaországban a saumuri Musée des Blindés múzeumban található egy működőképes jármű; az 501/503. RCC bázisán, Mourmelon-le-Grand városában egy Hotchkiss szolgál, mint egy emlékmű, melyet egy Renault R35 toronnyal állítottak helyre. A Bolgár Hadtörténeti Nemzeti Múzeum rendelkezik egy példánnyal, melyet a bolgár rendőrség használt. Izraelben a latruni Yad La-Shiryon múzeumnak van egy harckocsija, amelyet az izraeli védelmi erők használtak. Oroszországban a kubinkai harckocsimúzeumban is látható egy Hotchkiss harckocsi működőképes állapotban, melyet a 211. Panzerabteilungtól zsákmányoltak 1944 nyarán.

## Változatok
- Hotchkiss H35 – Alapváltozat 78 lóerős motorral és L/33 lövegcsőhosszúságú ágyúval.
- Hotchkiss H38
- Hotchkiss H39 – Módosított változat 120 lóerős motorral és megnövelt páncéltesttel.
- Panzerkampfwagen 35H 734(f) – A H35 német jelölése.
- Panzerkampfwagen 38H 735(f) – A H38 és a H39 típusra is használták egyaránt a németek.
- 7,5 cm PaK40(Sf) auf Geschützwagen 39H(f) – 7,5 centiméteres PaK 40 páncéltörő löveggel felszerelt páncélvadász változat, közismertebb nevén Marder I.
- 10,5 cm leFH18(Sf) auf Geschützwagen 39H(f) – 10,5 centiméteres leFH 18M tarackkal felszerelt önjáró löveg.
- Artillerieschlepper 38H(f) – Tüzérségi vontató.
- Panzerkampfwagen 35H(f) mit 28/32 cm Wurfrahmen – Alapjármű, oldalain két-két darab Wurfrahmen 40 rakétaindító kerettel.
- Panzerbeobachtungswagen 38H(f) – Speciális tüzérségi megfigyelő jármű.

## Egyéb adatok (H–35)
- Üzemanyagtartály: 180 l
- Lőszer javadalmazás: 100 darab ágyú- és 2400 darab géppuskalőszer
- Hasmagasság: 35 cm
- Talajnyomás: 0,91 kg/cm²
- Lánctalpszélesség: 28 cm
- Mászóképesség: 35°
- Lépcsőmászó képesség: 0,7 m
- Gázlóképesség: 0,85 m
- Árokáthidaló képesség: 1,8 m
- Fordulási kör: 8,25 m

## Rendszeresítő országok
- Bulgária
- Franciaország
- Harmadik Birodalom
- Horvátország
- Izrael
- Jugoszlávia
- Magyar Királyság
- Lengyelország

## Fordítás
- Ez a szócikk részben vagy egészben  a   Hotchkiss H35 című angol Wikipédia-szócikk ezen változatának fordításán alapul.  Az eredeti cikk szerkesztőit annak laptörténete sorolja fel. Ez a jelzés csupán a megfogalmazás eredetét és a szerzői jogokat jelzi, nem szolgál a cikkben szereplő információk forrásmegjelöléseként.